# José Salerno
José Antonio Salerno Dullan (* 4. Juni 1914 in Lomas de Zamora; † 19. Februar 1984) war ein argentinischer Fußballspieler und -trainer. Unter anderem führte er die Nationalmannschaft Chiles zum Campeonato Sudamericano 1957.

## Karriere

### Verein
José Salerno spielte als Linksaußen bei den Argentinos de Banfield und musste seine aktive Laufbahn in jungen Jahren wegen eines Beinbruchs beenden.

### Trainer
Salerno begann seine Karriere als Trainer 1933 in der Jugend von Gimnasia y Esgrima La Plata. Später war er Co-Trainer bei San Lorenzo und Rosario Central. Bei Rosario Central war er interimsweise auch als Haupttrainer an der Seitenlinie, da Trainer Mario Fortunato zwei Trainerposten gleichzeitig hatte.
Im Jahr 1953 übernahm er den chilenischen Verein CD Green Cross, bei dem er drei Jahre blieb und dann Nationaltrainer Chiles wurde. Im ersten Spiel führte er die La Roja zu einem 3:0-Erfolg im Freundschaftsspiel gegen die Tschechoslowakei. Beim Campeonato Sudamericano 1957 landete Chile mit einem Sieg und einem Unentschieden bei vier Niederlagen auf dem vorletzten Platz. 1958 übernahm Salerno den CD O’Higgins. 1960 kehrte er zu Green Cross zurück und verhalf dem Verein zum Aufstieg in die Primera División. Es war seine letzte Trainerposition. Anschließend war er weiterhin im Fußball in verschiedenen Funktionen tätig, z. B. als Manager bei Deportes Concepción oder Repräsentant des Fußballverbandes.